# Batalha de Jafa (1192)

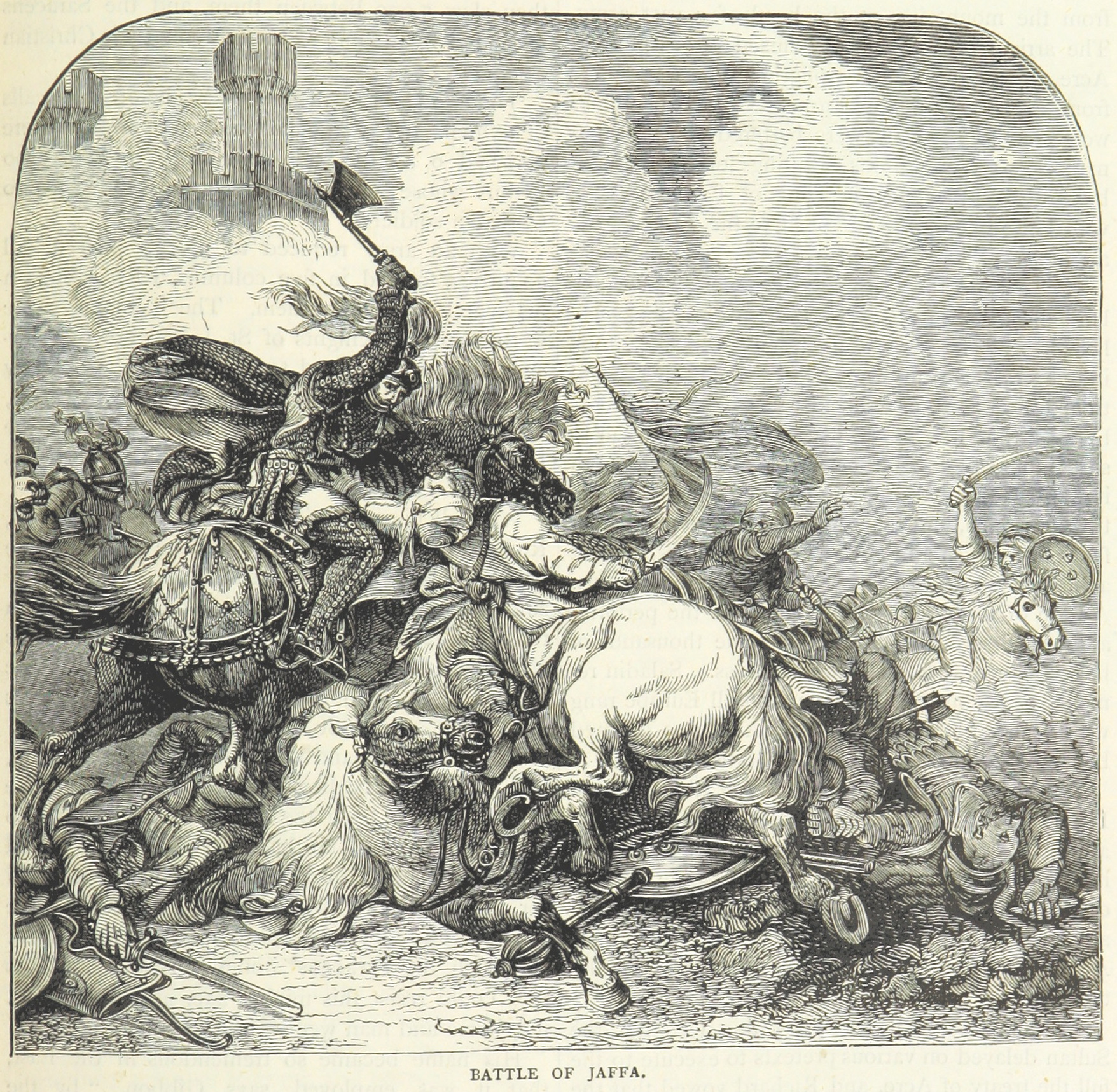
Representação artística da batalha

Batalha de Jafa ocorreu durante as Cruzadas, como uma de uma série de campanhas entre o exército do sultão Saladinoe as forças cruzadas lideradas pelo rei Ricardo I da Inglaterra (conhecido como Ricardo Coração de Leão). Foi a batalha final da Terceira Cruzada, após a qual Saladino e o Rei Ricardo conseguiram negociar uma trégua. Embora os cruzados não tenham recuperado a posse de Jerusalém, os peregrinos cristãos tiveram permissão para entrar na cidade, e os cruzados conseguiram manter o controle de uma considerável faixa de terra que se estendia de Beirute a Jaffa.
Embora tenha sido apenas uma nota de rodapé entre os grandes eventos que ocorreram durante as Cruzadas, a batalha foi um encontro decisivo, pois forçou Saladino a negociar o fim das hostilidades imediatas. A batalha ilustrou o espírito determinado de Saladino e a coragem e habilidade tática de Ricardo. Foi o último encontro armado entre os dois monarcas antes da ratificação do Tratado de Jafa, que pôs fim à Cruzada. A batalha garantiu que a presença dos cruzados no sul da Palestina estivesse segura.

## Prelúdio
Em 7 de setembro de 1191, após a Batalha de Arçufe, o exército cruzado partiu de Arçufe para Jafa, que os cruzados tomaram e fortificaram. Eles esperavam que Jafa fosse a base de operações em uma tentativa de reconquista de Jerusalém. À medida que o inverno de 1191-1192 se aproximava, negociações esporádicas entre Ricardo Coração de Leão e Saladino foram iniciadas, embora sem qualquer resultado imediato.
No final de novembro de 1191, o exército cruzado avançou para o interior em direção a Jerusalém. No início de dezembro, Saladino foi pressionado por seus emires para dissolver a maior parte de seu exército, o que ele fez relutantemente no dia 12 daquele mês. Ao saber disso, Ricardo impulsionou seu exército para a frente, passando o Natal em Latrun. O exército então marchou para Beit Nuba, a apenas 19 quilômetros de Jerusalém. O moral muçulmano em Jerusalém estava tão baixo que a chegada dos cruzados provavelmente teria causado a queda rápida da cidade. No entanto, o clima estava terrivelmente ruim, frio, com chuva forte e tempestades de granizo. O mau tempo, combinado com o medo de que, se sitiasse Jerusalém, o exército cruzado pudesse ser encurralado por uma força de socorro, fez com que fosse tomada a decisão de recuar para a costa.
Durante os meses de inverno, os homens de Ricardo ocuparam e refortificaram Ascalão, cujas fortificações haviam sido arrasadas por Saladino. A primavera de 1192 viu negociações contínuas e mais escaramuças entre as forças opostas. O exército cruzado fez outro avanço sobre Jerusalém, chegando perto da cidade antes de ser forçado a recuar mais uma vez por causa de discórdia entre seus líderes. Durante esse período, Ricardo começou a receber notícias perturbadoras sobre as atividades de seu irmão João e do rei francês, Filipe Augusto. À medida que a primavera dava lugar ao verão, tornou-se evidente que Ricardo teria de regressar em breve às suas terras para salvaguardar os seus interesses.

## Disputa pelo controle de Jaffa

### Saladino toma Jafa
Em 5 de julho de 1192, Ricardo iniciou sua retirada da Terra Santa. Percebendo que Jerusalém não seria defensável se fosse capturada, ele iniciou a retirada das forças cruzadas do território hostil. Quase imediatamente após a retirada de Ricardo, Saladino, após sua recente derrota em Arçufe, viu uma chance de vingança e, em 27 de julho, sitiou a cidade de Jafa, que havia servido como base de operações para Ricardo durante sua marcha anterior para o interior em direção a Jerusalém. A guarnição defensora, embora pega de surpresa, lutou bem antes que as probabilidades contra eles se mostrassem grandes demais. Os soldados de Saladino invadiram com sucesso as muralhas após três dias de confrontos sangrentos; apenas a cidadela de Jafa resistiu e os cruzados restantes conseguiram enviar notícias sobre sua situação.

### Ricardo ataca Jafa pelo mar

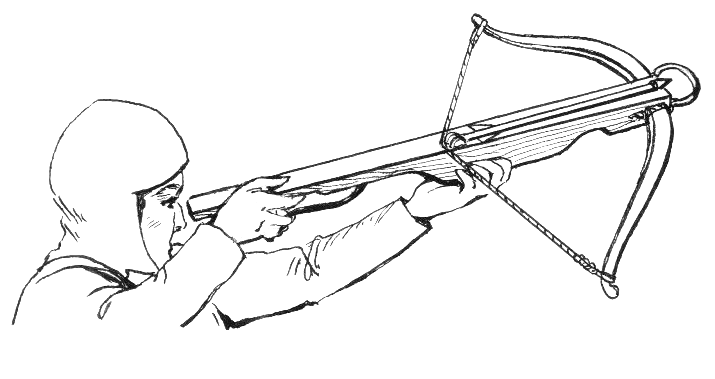
Besta medieval primitiva

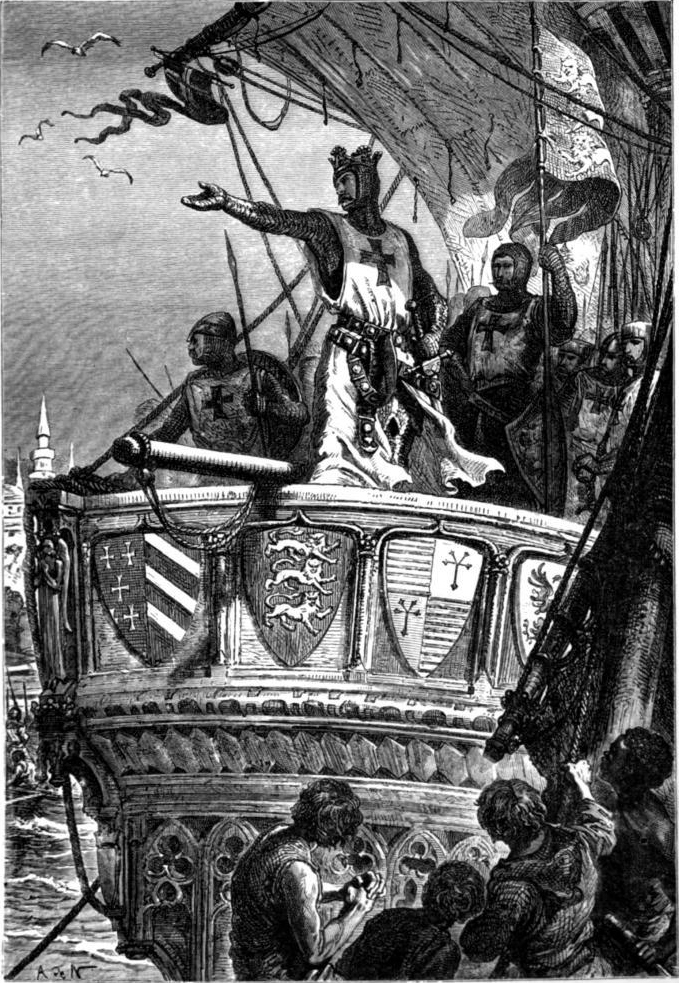
Ricardo I se despedindo da Terra Santa. Imagem vitoriana

Ricardo então reuniu um pequeno exército, incluindo um grande contingente de marinheiros italianos, e correu para o sul. Ao ver as bandeiras muçulmanas tremulando nas muralhas, ele erroneamente acreditou que a cidade era uma causa perdida, até que um defensor nadou até sua nau capitânia e o informou da terrível situação da cidadela.
Ainda com seus sapatos de marinheiro, Ricardo pulou no mar e atravessou as ondas para chegar à praia. O rei mostrou novamente sua bravura pessoal e destreza marcial, liderando cinquenta e quatro cavaleiros, algumas centenas de soldados de infantaria e cerca de 2 mil besteiros genoveses e pisanos para a batalha. O exército muçulmano começou a entrar em pânico com a ofensiva repentina lançada pela força recém-chegada de Ricardo; eles temiam que fosse apenas o elemento avançado de um exército muito maior que vinha para socorrer Jaffa. O rei inglês lutou pessoalmente na vanguarda de seu ataque e os homens de Saladino foram derrotados. Muitos dos prisioneiros cristãos que haviam se rendido anteriormente também pegaram suas armas e retomaram o combate, pois seus captores estavam tão desorganizados que não conseguiram detê-los. O exército em fuga de Saladino saiu de Jafa e escapou de forma desordenada; Saladino não conseguiu reagrupar suas forças até que elas recuassem mais de cinco milhas para o interior.

## Batalha
Quando Saladino recebeu relatos de que mais francos estavam vindo de Cesareia, ele decidiu lançar um contra-ataque a Jafa para recapturá-la antes que esses reforços adicionais pudessem chegar. Na manhã de 4 de agosto, tropas muçulmanas se concentraram ao redor da cidade murada, escondendo-se nos campos e pretendendo atacar ao amanhecer do dia seguinte. Pouco antes do nascer do sol, no entanto, um soldado genovês que passeava avistou o inimigo escondido; o relincho dos cavalos e o brilho das armaduras confirmaram as suas suspeitas. As sentinelas prontamente deram o alarme e Ricardo rapidamente reuniu seus cavaleiros, infantaria e besteiros para a batalha. Ele ordenou que sua infantaria, incluindo cavaleiros desmontados, formassem uma cerca defensiva de lanças ajoelhando-se e cravando seus escudos e as hastes de suas lanças no chão, com as pontas apontando para seus oponentes. Os besteiros estavam atrás do muro de proteção dos lanceiros, trabalhando em pares, um atirando enquanto o outro carregava. Na frente da infantaria, estacas afiadas eram cravadas no chão para ajudar a deter os cavaleiros. Ricardo manteve seu punhado de cavaleiros montados como reserva na retaguarda.
A cavalaria turca, egípcia e beduína, levemente blindada, atacou repetidamente. Entretanto, quando ficou evidente que os cruzados não iriam romper as fileiras, eles se desviaram das lanças sem chegar aos golpes. Cada ataque aiúbida sofreu pesadas perdas devido à barragem de mísseis disparados por muitas bestas. A armadura dos francos provou ser mais capaz de resistir às flechas dos sarracenos do que a armadura dos sarracenos conseguiu resistir às setas de besta. Além disso, sendo inteiramente cavalaria, os muitos cavalos da força de Saladino eram particularmente vulneráveis a disparos de mísseis. Depois de algumas horas de ataque, ambos os lados começaram a se cansar. Tendo sofrido consideravelmente com a saraivada de flechas de besta sem conseguirem destruir as defesas dos cruzados, os cavaleiros de Saladino estavam desmoralizados e suas montarias estavam exaustas. Eles foram postos em fuga por uma carga de cavaleiros, dos quais apenas 10 a 15 estavam montados, e lanceiros liderados pelo próprio rei.
Enquanto a batalha acontecia, um grupo de soldados aiúbidas conseguiu flanquear o exército cruzado e entrar em Jafa. Os fuzileiros navais genoveses encarregados de guardar os portões ofereceram pouca resistência antes de recuar para seus navios. Antes que os muçulmanos pudessem explorar o seu sucesso, no entanto, o próprio Ricardo galopou até à cidade e reuniu todos os seus combatentes. À noite, ficou claro para Saladino que seus homens haviam sido derrotados e ele deu a ordem de retirada. Baha' al-Din, um soldado e historiador muçulmano contemporâneo, registrou: “Fui assegurado... que naquele dia o rei da Inglaterra, com lança na mão, cavalgou ao longo de todo o comprimento do nosso exército da direita para a esquerda, e nenhum dos nossos soldados deixou as fileiras para atacá-lo. O sultão ficou irado com isso e deixou o campo de batalha com raiva...” As forças de Saladino sofreram 700 mortes e perderam 1,5 mil cavalos; os cruzados perderam 2 mortos, embora muitos tenham ficado feridos. No entanto, tal como acontece com muitas batalhas medievais, os números registados de perdas podem não ser inteiramente confiáveis. Deixando seus mortos no campo, a força aiúbida iniciou uma longa e cansativa marcha de volta a Jerusalém. De volta à cidade, Saladino reforçou suas defesas caso Ricardo avançasse contra ela novamente.

## Consequências
A repulsão de Jafa marcou o fim da contra-ofensiva de Saladino. Ambos os lados estavam completamente exaustos e a Palestina estava em um estado de ruína. Logo após a luta em Jafa, Ricardo ficou gravemente doente. Uma trégua de três anos foi negociada, Ascalão teve suas defesas arrasadas e foi devolvida a Saladino, de Tiro a Jafa a costa permaneceria em mãos cristãs. Saladino manteve Jerusalém, mas os peregrinos cristãos teriam liberdade para visitar a cidade. A retenção de Jafa permitiu ao reino cruzado reconsolidar o seu controlo das terras costeiras da Palestina a partir da sua nova capital em Acre.